# Ljudmila Narusova

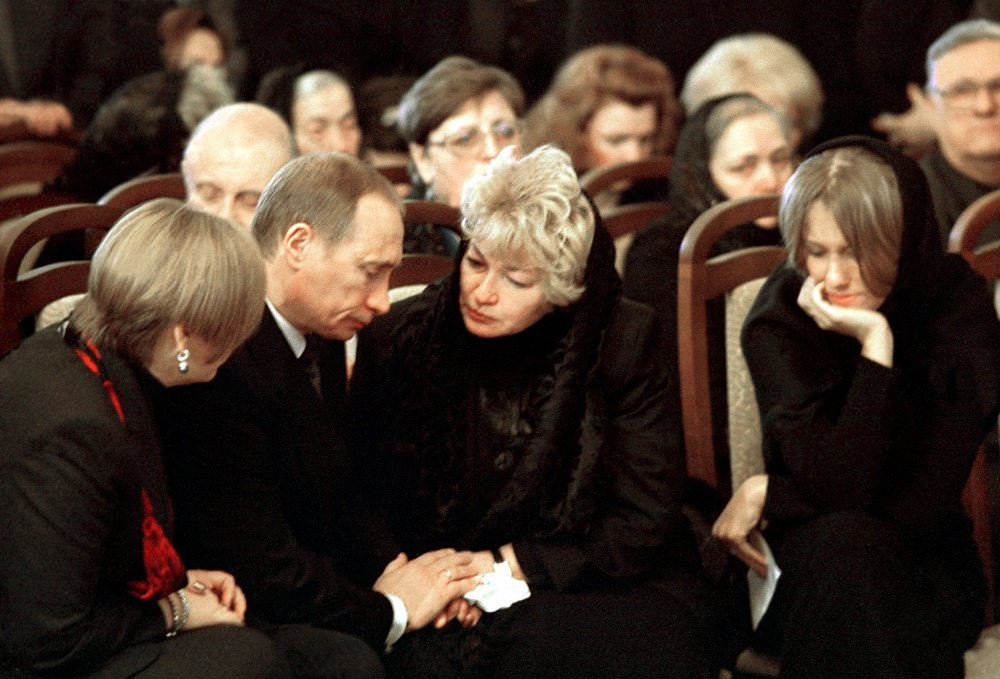
Ljudmila Putina, Vladimir Putin, Ljudmila Narusova och Ksenia Sobtjak vid begravningen av Anatolij Sobtjak 2000

Ljudmila Borisovna Narusova (ryska: Людмила Борисовна Нарусова), född 2 maj 1951 i Bryansk i Sovjetunionen, är en rysk historiker och politiker.
Ljudmila Narusova är dotter till rektorn Boris Narusovitj och växte upp i Bryansk. Hon studerade historia vid Leningrads universitet 1969–1974, samt 1977–1980 på Leningrads historiska institut vid Sovjetunionens vetenskapsakademi, samtidigt som hon arbetade på Leningrads universitet. Hon gifte sig 1980 med Anatolij Sobtjak. Efter att ha avlagt doktorsexamen i historia, undervisade hon i historia på Sankt Petersburgs kulturuniversitet.
Ljudmila Narusova kom in i rysk politik vid valet 1995 som medlem av Statsduman. Hon var medlem av partiet Vårt hem – Ryssland till 2006. I oktober 2002 valdes hon till medlem av Federationsrådet för republiken Tuva. Åren 2010–2012 var hon senator för Bryansk Oblast. År 2016 omvaldes hon som medlem av Federationsrådet för Tuva.
Hon är mor till Ksenia Sobtjak.